# 伊萬諾夫灣 (阿拉斯加州)
伊萬諾夫灣（英語：Ivanof Bay）是位於美國阿拉斯加州湖泊-半島自治市鎮的一個非建制地區和人口普查指定地區。根據2010年美國人口普查，該地共人口7人，而該地的面積約為8.70平方千米。

## 地理
伊萬諾夫灣的座標為55°54′40″N 159°29′21″W / 55.91111°N 159.48917°W，而該地的平均海拔高度為0米（即0英尺）。